# Sepedophilus marshami
Sepedophilus marshami är en skalbaggsart som först beskrevs av Stephens 1832.  Sepedophilus marshami ingår i släktet Sepedophilus, och familjen kortvingar. Arten är reproducerande i Sverige.